# Ryzyko (film 2010)
Ryzyko (ang. At Risk) – amerykański film telewizyjny z 2010 roku, będący adaptacją powieści Patricii Cornwell. Film w Polsce emitowany jest za pośrednictwem kanału 13th Street Universal.

## Opis fabuły
Policjant Win Garano (Daniel Sunjata) przybywa do Tennessee aby przeprowadzić śledztwo dotyczące morderstwa sprzed 20 lat. W rozpoznaniu sprawcy pomaga mu detektyw Delma Sykes (Annabeth Gish). Wyniki śledztwa zlecone przez prokurator okręgową Monique Lamont (Andie MacDowell) przydadzą się jej do celów prywatnych.

## Obsada
- Andie MacDowell jako Monique Lamont
- Daniel Sunjata jako Win Garano
- Annabeth Gish jako Det. Delma Sykes
- Zak Santiago jako Roy
- Diahann Carroll jako Nana
- Barclay Hope jako Jessie Huber
- Chad Connell jako Toby Huber
- Dane DeHaan jako Cal Tradd
- Darryn Lucio jako Mark Holland
- Charles Vandervaart jako Młody Jessie Huber
- Carolyne Maraghi jako Tracy